# Бирюкова, Юлия Сергеевна
Юлия Сергеевна Бирюкова (р.17 марта 1985) — российская фехтовальщица-рапиристка, призёрка чемпионатов мира и Европы.

## Биография
Родилась в 1985 году в Курчатове. Фехтованием начала заниматься с 6 лет.
В 2009 году стала серебряной призёркой чемпионатов мира и Европы. На чемпионате мира 2013 года завоевала бронзовую медаль. В 2014 году стала серебряной призёркой чемпионата мира, а на чемпионате Европы завоевала серебряную и бронзовую медали. В 2015 году стала серебряной призёркой чемпионатов мира и Европы.